# Uri Geller
Pour les articles homonymes, voir Geller.
Uri Geller, né György Gellér le 20 décembre 1946 à Tel Aviv (Palestine mandataire), est un illusionniste et animateur de télévision israélien ayant prétendu pendant plusieurs années avoir des dons surnaturels avec faculté de psychokinésie et de télépathie. 
Le premier sceptique à avoir démystifié ses prétentions est James Randi aux États-Unis en 1972, suivi en France par Gérard Majax en 1987 et le cercle zététique[Quand ?].

## Biographie
Né à Tel Aviv en Palestine mandataire (aujourd'hui Israël), de parents juifs hongrois et autrichiens. Son père Itzhaak Geller (Gellér Izsák) est sergent de l'armée et sa mère Manzy Freud (Freud Manci) serait une parente éloignée de Sigmund Freud. Il passe son adolescence à Nicosie en Chypre alors britannique, où il fréquente le lycée catholique Terra Santa College dont les cours et les examens sont en anglais, avant de revenir en Israël. 
Il fait son service dans les parachutistes israéliens et participe à la guerre des Six Jours de 1967 où il est blessé au combat par des tirs jordaniens,
Après sa rééducation physique, il trouve un emploi dans la gestion des commandes d'une usine textile, et est invité à faire de petites représentations puis connaît quelques succès dans le mannequinat.
En 1997, il prétend aider le club anglais de football d'Exeter City (club de deuxième division) à remporter un match crucial en fin de saison en plaçant des cristaux prétendument « infusés d'énergie » derrière les buts, alors qu'Exeter perdait le match (5-1). Cinq ans plus tard, Uri Geller est nommé coprésident du club (en 2002). En mai 2003, le club est relégué pour 5 ans. Uri Geller rompt alors ses liens officiels avec le club.
Il aurait aussi été impliqué dans le Reading Football Club, affirmant en 2002 qu'il les avait aidés à éviter la relégation en amenant les supporters du club à le regarder dans les yeux et à lui dire : « Gagne, gagne ». Le footballeur et entraîneur britannique Alan Pardew nie qu'Uri Geller ait joué un rôle dans la survie du club, le match crucial ayant d'ailleurs été un match nul, et non une victoire de Reading. Pardew ajoute que dès que le travail acharné et les efforts de son équipe et de ses joueurs payent, Uri Geller sort soudainement de nulle part et tente de prendre la vedette sous le feu des projecteurs.
Geller est également l'un des négociateurs pour l'interview télévisée de son ami Mickael Jackson avec le journaliste Martin Bashir, Living with Michael Jackson mais plus tard, Jackson aurait tenu une « liste d'ennemis » sur laquelle Geller figurait. Après la mort du roi de la pop, ITV diffuse une interview de Geller sur son association avec Jackson, intitulée My Friend Michael Jackson: Uri's Story, en juillet 2009. 
 Il a écrit 16 livres de fiction et de non-fiction.

### Psychokinésiste
Dans les années 1970, Uri Geller commence à se produire dans une discothèque mais aussi dans des théâtres, des salles publiques, des bases militaires et des universités en Israël, et devient connu dans ce pays,. Animateur de télévision, il s'intéresse au paranormal et réalise des enquêtes sur la psychokinésie, la géobiologie et la télépathie.
C'est à cette époque qu'il prétend avoir la faculté de plier le métal (notamment lors de ses expériences de torsion de cuillère), de deviner le dessin contenu dans une enveloppe scellée, d'arrêter à distance les montres (ou relancer celles qui sont arrêtées), de bouger l'aiguille d'une boussole par la pensée. Il gagne beaucoup en publicité aux États-Unis et en Europe après avoir effectué une série d'apparitions remarquées à la télévision, notamment dans les médias français de l'époque ; il passe notamment dans l'émission Italiques des années 1970 de Marc Gilbert, où il plie devant les téléspectateurs une cuillère par la simple force, affirme-t-il, de sa pensée.
En 1975, le magazine Nature publie une étude confirmant ses capacités de perception paranormale.
En 1979, alors au sommet de sa célébrité, il prétend que le développement de ses pouvoirs mentaux sur la matière lui permettront, en 1986, de « plier la tour Eiffel ».
En 2013, dans un documentaire de la BBC de Vikram Jayanti (en), The Secret Life of Uri Geller – Psychic Spy ?, Uri Geller affirme avoir utilisé ses pouvoirs psychiques dans le cadre de nombreux programmes et opérations militaires (raid d'Entebbe, Stargate Project, traque d’Oussama ben Laden) pendant près de 30 ans, travaillant notamment pour les services de renseignements américains (Uri Geller s'appuie sur le fait qu'il a été employé comme consultant en 1972 au Stanford Research Institute qui étudiait les expériences de vision à distance), britanniques et même du Mossad, sa carrière d'artiste n'ayant été qu'une couverture.
Ses allégations au sujet d'événements surnaturels lui valent des reproches de la communauté scientifique et de sévères critiques de la part des associations de sceptiques.

### Démystification et aveux
En 1970 , la presse israélienne reçoit un article sur la relation d'Uri Geller avec l'actrice italienne Sophia Loren ; Geller donne à la publication une photographie commune de lui avec l'actrice. Après vérification auprès des managers personnels de l'actrice, il s'avère que les deux ne se sont jamais rencontrés et la photographie fournie a été fabriquée. Geller avoue cet acte puis quitte Israël.
Aux États-Unis, en 1973 , Geller est invité à l'émission The Tonight Show, où il découvre que l'animateur Johnny Carson - qui était autrefois un magicien, a préparé un test de ses pouvoirs avec l'aide du magicien sceptique James Randi. Après avoir échoué à accomplir les tâches qui lui étaient préparées sur des objets métalliques présentés sur le plateau, Geller affirme ne pas se sentir « fort » ce soir-là et se trouver dans une atmosphère sceptique et stressante, selon lui. Ses adversaires trouvent là une confirmation de l'hypothèse selon laquelle Geller prépare les cuillères des heures avant ses représentations, en les pliant et en les rendant flexibles au point de se briser. En 1993, Randy explique dans l'émission « Secrets of Mind Readers » de la série télévisée Nova : « On m'a demandé d'empêcher la tricherie et les « trucs ». Je leur ai dit de fournir eux-mêmes les accessoires et de ne pas permettre à Geller ou à ses hommes de s'approcher d'eux. » Un segment de l'incident est diffusé par le réseau NBC dans l'émission Phenomenon ; ce clip de deux minutes circule sur Internet depuis que James Randi a obtenu l'autorisation de NBC pour l'utiliser et que Carson a payé pour la transmission de la bande.
En 1976, la photographie d'Uri Geller figure sur la couverture du magazine ESP (Perception Extrasensorielle), accompagnée du titre : « Le 1er septembre 1976, à 23h00 HNE, cette couverture de journal pourra plier vos clés ». Selon le rédacteur en chef Howard Smokler, plus de 300 réponses positives sont reçues au journal, et beaucoup d'entre elles comprennent des objets tordus avec une description détaillée des circonstances, y compris une torsion de la clé de la ville de Providence dans le Rhode Island. Au numéro suivant, le magazine ESP titre : « Geller Experiment Successful ».
En 1978, cinq ans après qu'Uri Geller eut mis la science au défi d'expliquer ses apparents pouvoirs, son ex-manager Yasha Katz explique dans la presse certains des « trucs » et tricheries de mentalisme, utilisés au moins depuis 1973 par le « magicien » Geller, avec parfois la complicité de son manager, selon ce dernier.
En 1987, Uri Geller est invité le 14 mars à l'émission Droit de réponse animée par Michel Polac intitulée « L'Effet Geller ». En début d'émission, Uri Geller effectue devant les caméras diverses « démonstrations », qu'il présente comme des expériences de parapsychologie et comme l'expression de pouvoirs paranormaux ou surnaturels. Le magicien français Gérard Majax (présent en coulisse) apparaît ensuite sur le plateau. Puis, au grand étonnement du public et des invités, il refait des « démonstrations » identiques à celles qu'Uri Geller vient d'accomplir :
- il tord à 35 degrés un club de golf en métal tenu par Michel Polac, comme s'il s'agissait de caoutchouc ;
- il fait tournoyer l'aiguille d'une boussole, nettement plus vite qu'Uri Geller ne l'avait fait quelques minutes plus tôt ;
- il tord une petite cuillère, apparemment rien qu'en la regardant.

Lors de cette démonstration, Gérard Majax utilise plusieurs fois les mots « tricherie », « détournements d'attention » et « illusionnisme », accusant Uri Geller d'être un charlatan.
En automne 2007, durant l'émission de TV Phenomenon (en), il est mis au défi pour un million de dollars par l'illusionniste Criss Angel de deviner le contenu d'une lettre, ce qu'il a été incapable de faire.
En 2008, Uri Geller admet lors d'une interview pour (de)Magische Welt être un simple prestidigitateur et ne plus prétendre avoir des pouvoirs surnaturels ; la même année, il déclare dans l'émission télévisée allemande The Next Uri Geller (version de The Successor) qu'il n'a aucun pouvoir surnaturel, avant de faire un clin d'œil à la caméra. Il affirmera cependant avoir des capacités télépathiques plus tard la même année au GWUP (de).

### Uri Geller à la CIA
Des documents déclassifiés de la CIA montrent qu'en août 1973, Uri Geller a été observé durant 8 jours de sessions expérimentales visant à « vérifier la perception apparemment paranormale de Geller sous conditions soigneusement contrôlées dans le but de comprendre les facteurs physiques et psychologiques sous-jacents à cette capacité » où il devait reproduire une image qu'un scientifique avait produite, dans une pièce isolée électriquement et visuellement, scellé par une double porte. Il réussit à reproduire un dessin (grappe de raisin), à s'approcher d'autres (un cheval au lieu d'un chameau...) et connaît des échecs. 
La CIA avait aussi conservé des articles évoquant la manière dont Uri Geller pouvait tricher lors de spectacles.

### Jusqu'à nos jours

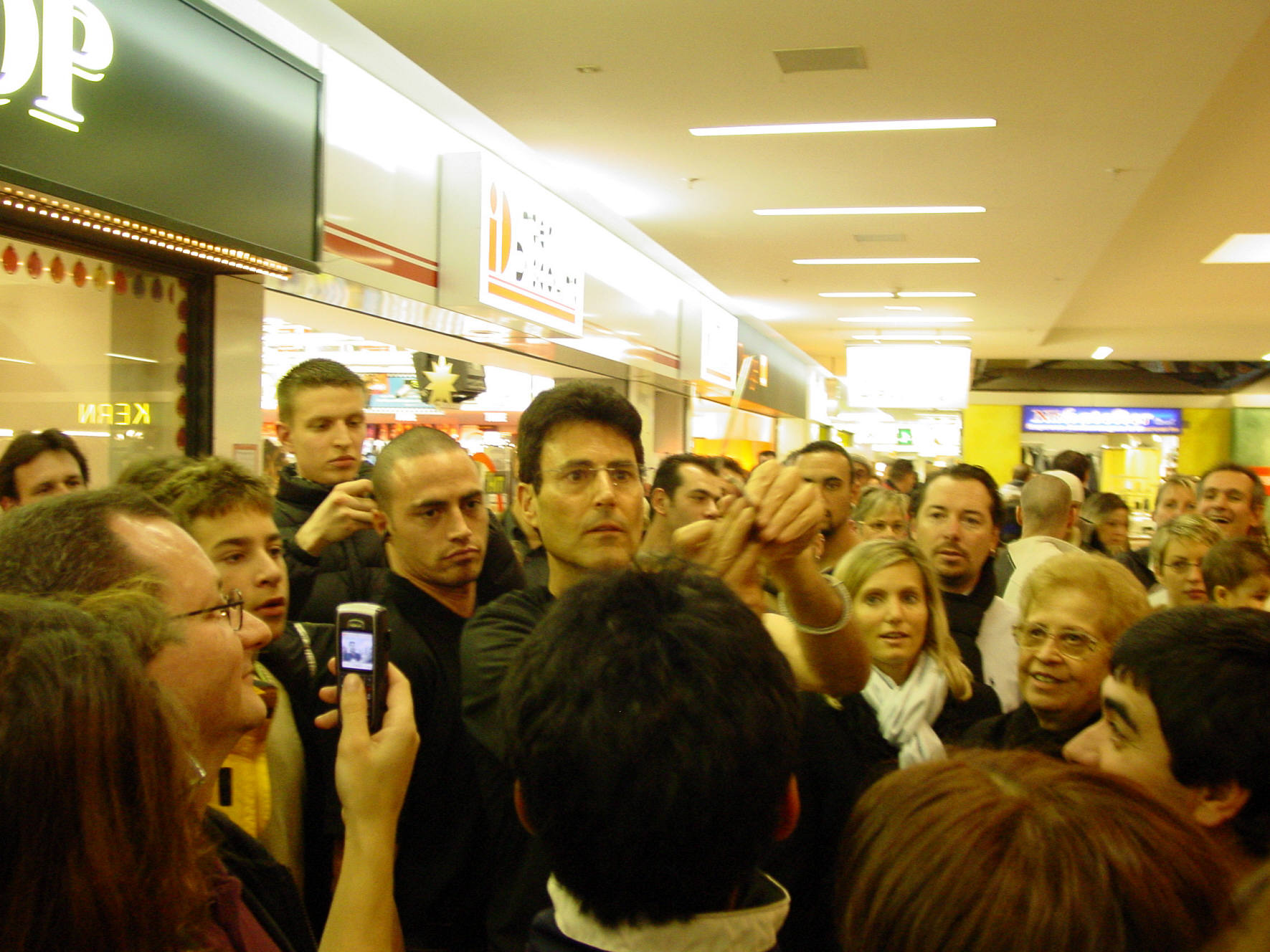
Uri Geller pliant une cuillère dans un centre commercial suisse en 2005.

En 1977, Uri Geller sort un album en Angleterre intitulé Uri Geller, dont il écrit et compose toutes les chansons en collaboration avec des artistes britanniques.
En mars 2018, Geller déclare qu'il a reçu un œuf d'extraterrestre par John Lennon : « John a dit qu'il avait vu une boule de lumière sortir d'un extraterrestre qui lui avait donné un œuf. Il était très excité et m'a dit : "C'est le vôtre, gardez-le pour la vie" ».
Dans le cadre de ses activités bénévoles, Uri Geller accueille régulièrement chez lui des groupes de patients en provenance d'Israël, atteints du cancer, pour la plupart des enfants, afin d'encourager leur esprit dans la lutte contre la maladie.
Il est l'auteur de seize livres, d'une ligne de bijoux, de gadgets divers en vente sur son site internet. Avec deux associés, il a acheté lors d'enchères sur Internet, pour 905 100 dollars, une maison dans le Tennessee où vécut Elvis Presley.

### Vie privée
Geller épouse en 1979 Hanna, fille de son manager. Michael Jackson est son témoin lorsque le couple Geller renouvelle ses vœux de mariage en 2001, à Sonning dans le Berkshire anglais. Auparavant, Jackson et Geller sont cofondateurs d'une association caritative pour enfants, Heal the Kids, ayant pour but d'améliorer la vie des enfants. 
En 2009, Geller achète pour 30 000 £ la petite île britannique inhabitée et non accostable de Lamb, au large de la côte est de l'Écosse, connue auparavant pour ses procès de sorcières des années 1590 et son décor que Robert L. Stevenson aurait décrits dans son roman L'Île au trésor. Geller affirme que l'île a des liens avec les pyramides de Gizeh, le roi Arthur et les anciens rois d'Irlande, et qu'un trésor égyptien y est enterré, qu'il le trouverait,. En 2022, Geller cherche à déclarer Lamb comme « République de Lamb » dotée d'un drapeau, d'une constitution et d'un hymne, une micronation non colonisable mais dont la citoyenneté serait octroyée, tous les bénéfices étant versés à l'association caritative israélienne Save a Child's Heart, qui soigne les enfants souffrant de maladies cardiaques partout dans le monde entier. 
En 2014, une statue de gorille de 3,6 mètres de haut, fabriquée à partir d'environ 40 000 cuillères en métal, soudée par Alfie Bradley et financée par le British Ironworks Centre d'Oswestry, est dévoilée dans le jardin de Geller dans le Berkshire, par le duc de Kent, pour « étonner les enfants malades ». 
Geller vit jusqu'en 2015 dans le village de Sonning-on-Thames dans le comté de Berkshire, en Angleterre, et depuis, à Jaffa en Israël. Il est trilingue, parlant couramment l'hébreu , le hongrois et l'anglais.  
Lors d'une apparition dans une émission télévisée britannique en 1996, Geller déclare qu'il souffre d'anorexie mentale et de boulimie depuis plusieurs années. 
Geller est président des Amis internationaux du Magen David Adom (« Étoile rouge de David »), une association de secours qui a fait pression sur le Comité international de la Croix-Rouge (CICR) pour qu'il reconnaisse le Magen David Adom (service de secours d'urgence en Israël) comme une organisation de secours humanitaire, au même titre que le Croissant Rouge musulman. 
En 2021, Geller ouvre le musée Uri Geller sis dans le vieux Jaffa à Tel Aviv, où est exposée sa collection personnelle d'art et d'objets et la présentation archéologique de l'ancienne usine de savon, découverte lors de la rénovation du musée.

## Divers
- Uri Geller a été le président du Exeter City Football Club.
- Un personnage du jeu vidéo Discworld II, nommé Uri Gahler, possède la faculté de redresser des objets.
- Un Pokémon du nom de Kadabra (apparu dans Pocket Monsters Rouge et Vert en premier au Japon, et dans Pokémon Rouge et Bleu en Occident) a pour nom original (japonais) Yungerer, ce qui est une déformation d’« Uri Geller ». Cela est encore plus flagrant quand on regarde l’écriture japonaise respective des deux noms : Uri Geller « ユリ・ゲラー » ou « Yuri geraa » en romaji, et Yungerer (Kadabra) « ユンゲラー » ou « Yungeraa » en romaji. Kadabra est d’ailleurs toujours muni d’une cuillère en argent qui décuple ses pouvoirs. Il lance en 2000 un procès contre Nintendo, justifié par l'existence d'une carte « Kadabra obscur » qui lui nuirait car elle le représenterait en un « personnage Pokémon malfaisant et occulte ». Le Pokémon n'est alors plus présent dans le jeu de cartes à partir de 2003 et dans l'anime à partir de 2005. Il revient en 2021 après que Geller a perdu son procès[33].
- Eliot Blake, le personnage principal de l'épisode 1, saison 8, de la série Columbo, joué par Anthony Andrews, en 1989, est inspiré de Uri Geller. En effet, dans cette histoire, Blake est une personne ayant des capacités « extrasensorielles », et approché par les militaires et un célèbre illusionniste, Max Dyson, pour prouver ou réfuter ses capacités avec un test où Blake est isolé dans une pièce et doit dessiner des points de vue pris en photographie durant le test.
- Geller apparaît également dans le biopic de Ken Russell, Mindbender (1996). Mindbender se présente comme une « interprétation artistique » de la vie d'Uri Geller et reprend les légendes associées[34].

## Publication
- Guy Lyon Playfair et Uri Geller, L'Effet Geller, Pygmalion, 1987, 318 p.